# Akagi (1925)
Akagi (japonsky 赤城) byla první velkou letadlovou lodí japonského císařského námořnictva. Vznikla přestavbou z rozestavěného bitevního křižníku třídy Amagi na základě dohod Washingtonské námořní konference. Původně měla tři letové paluby, ale během přestavby od října 1935 do srpna 1938 byla přestavěna na klasickou letadlovou loď s jednou palubou a palubním ostrovem, který byl umístěn na levoboku.
Během druhé čínsko–japonské války se zúčastnila operací u čínských břehů. Na počátku druhé světové války v Tichomoří byla vlajkovou lodí Nagumovy Kidó Butai (機動部隊 ~ mobilní svaz) – prvního úderného svazu letadlových lodí v historii. Vedla útoky na Pearl Harbor, na Rabaul a Kavieng, na Port Darwin a zúčastnila se rovněž operací proti Jávě. V březnu a dubnu 1942 vedla výpad do Indického oceánu a v červnu měla podporovat invazi na atol Midway. Během bitvy u Midway byla dopoledne 4. června těžce poškozena americkými palubními bombardéry a následujícího dne ráno potopena vlastními torpédoborci.

## Pozadí vzniku
Akagi byla navržena jako druhý bitevní křižník třídy Amagi, která měla být protiváhou americkým bitevním křižníkům třídy Lexington. Podepsáním Washingtonské námořní konference v roce 1922 se ale Japonsko (stejně jako ostatní signatáři) zavázalo omezit námořní zbrojení, což znamenalo zrušit a sešrotovat nadlimitní jednotky. Bylo ale povoleno přestavět trupy dvou bitevních lodí nebo bitevních křižníků na letadlové lodě o maximálním výtlaku 33 000 tun. Palubní letectvo bylo teprve v plenkách a letadlovým lodím se tehdy ještě nepřisuzovala taková důležitost. Až do druhé světové války měly páteř velkých loďstev tvořit lodě bitevní. Pro konverzi na letadlové lodě byly tedy vybrány první dvě rozestavěné jednotky třídy Amagi: Amagi a Akagi. Zbývající dvě jednotky Atago a Takao byly zrušeny a sešrotovány v souladu se smlouvou v roce 1924.
Přestavba Amagi byla zrušena, když byl její rozestavěný trup 1. září 1923 poškozen při zemětřesení natolik, že jeho oprava by byla neekonomická. Jako náhradu za sešrotování Amagi bylo rozhodnuto přestavět na letadlovou loď rozestavěný trup bitevní lodi Kaga.
Akagi byla spuštěna na vodu 22. dubna 1925 v Kure a dokončena 27. března 1927 v jokosuckém námořním arzenálu (Jokosuka Kaigun Košo). Zkoušky probíhaly do listopadu 1927.

## Jméno
Jelikož byla loď původně navržena jako bitevní křižník, zůstalo jí pojmenování po japonských horách, konkrétně hoře Akagi v prefektuře Gunma v regionu Kantó. Doslova toto jméno znamená „červený hrad“. Podle jmenných konvencí císařského námořnictva by jinak letadlová loď měla nést jméno po létajícím zvířeti, obdobně jako například první japonská letadlová loď Hóšó (~ „letící fénix“).

## Konstrukce

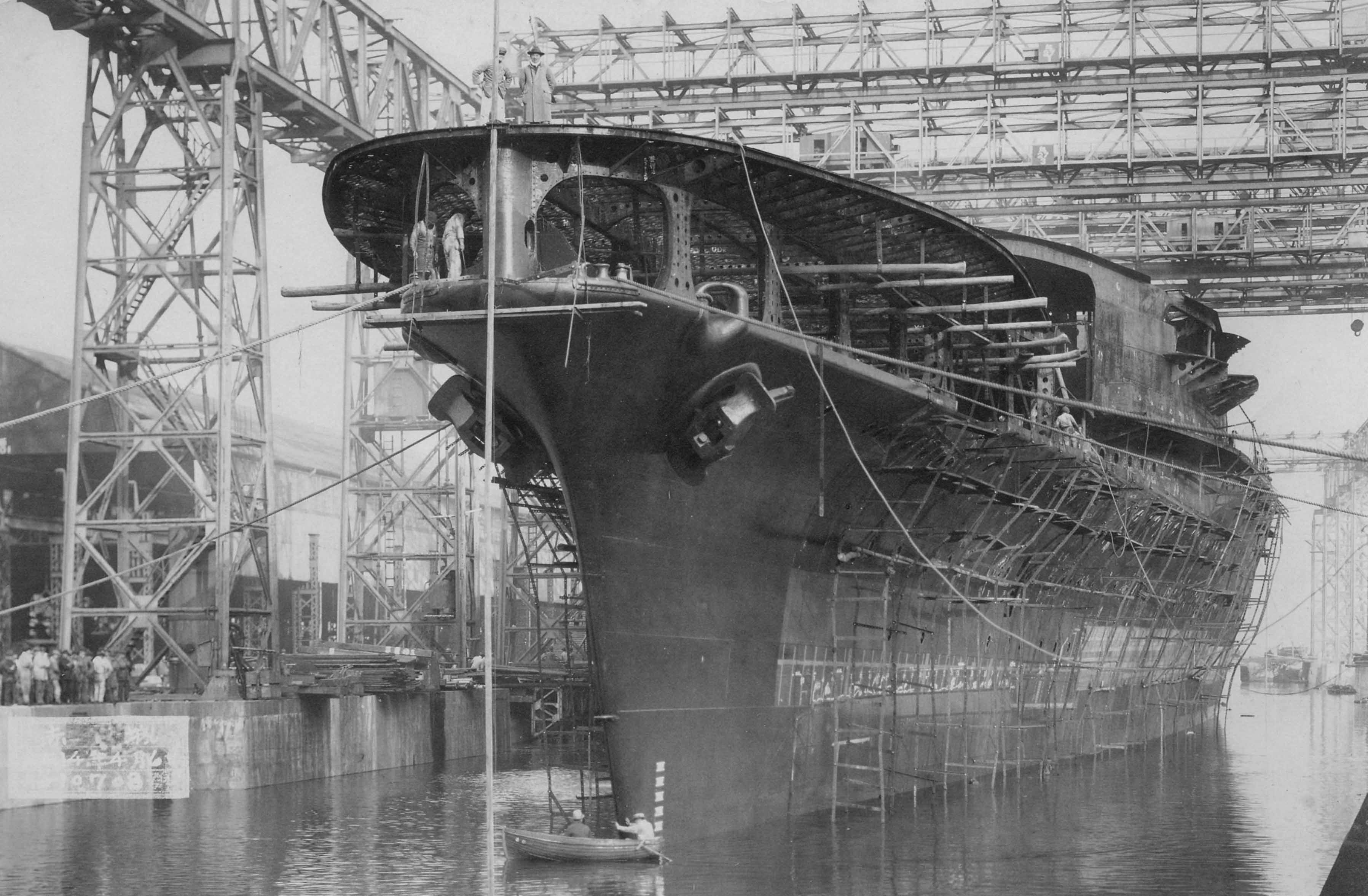
Akagi v Kure, 6. dubna 1925

Akagi během zkoušek 17. června 1927. Ještě bez 200mm věží. Všimněte si třípalubového uspořádání.

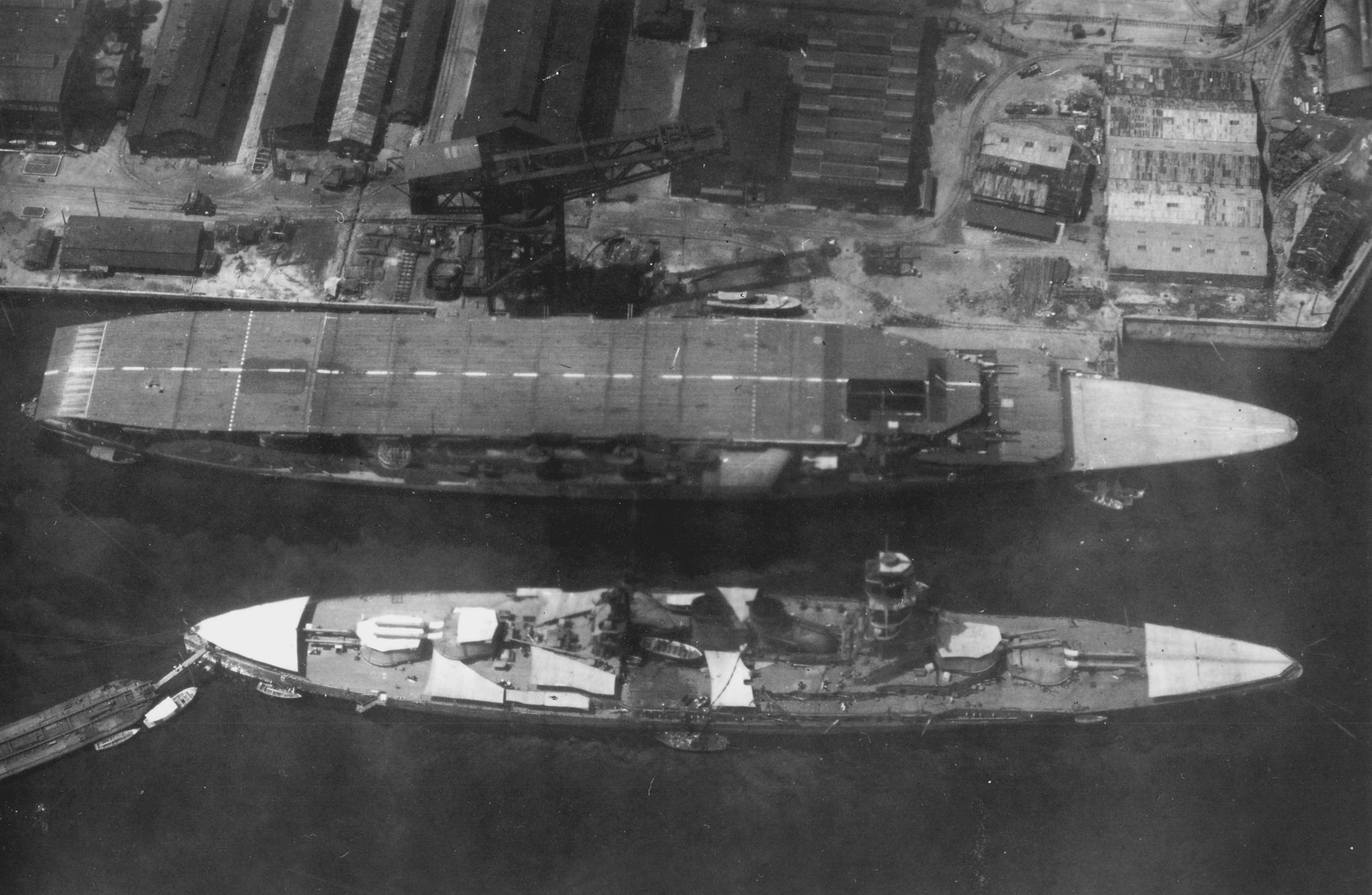
Akagi spolu s bitevní lodí Nagato 15. srpna 1930. 200mm dělové věže již jsou nainstalovány.

Přestavba na letadlovou loď znamenala kompletní předělání původního návrhu bitevního křižníku, které spočívalo nejenom v náhradě dělostřelecké výzbroje a nástaveb za celkem tři letové paluby, ale také zeslabení původně navrhovaného pancéřování: u paluby z 96,5 na 78,4 mm a z 254 na 152,4 mm u hlavního bočního pancéřového pásu.
V původní konfiguraci po dokončení byla Akagi letadlovou lodí s jednou 190,2 m dlouhou vzletovou a přistávací palubou táhnoucí se od zádi do asi 2/3 délky plavidla. Pod ní se dále na přídi nacházely další dvě odstupňované startovací dráhy u kterých se počítalo se startem lehčích stíhacích (u prostřední paluby dlouhé 15 m), bombardovacích a torpédonosných (u dolní paluby dlouhé 55,02 m) dvouplošníků. Jedinou další lodí s podobným uspořádáním palub na světě byla Kaga. Záměrem bylo umožnit současné přistávání i starty letounů (na současných letadlových lodích je toto řešeno úhlovou palubou). Ze spodních dvou palub měly letouny startovat přímo z hangáru, bez nutnosti vytahovat je na palubu. Horní paluba se (po většinu své délky) svažovala pod úhlem 1,5° směrem k zádi a nacházely se na ní i dva výtahy pro dopravu letadel do (a z) hangáru. Zastavení přistávajícího letadla mělo zajistit přistávací zařízení britského původu (obdoba zařízení instalovaného na HMS Furious), sestávající ze soustavy asi 60 lan o průměru 12 mm. Ta byla umístěna ve vzdálenosti 15 cm od sebe paralelně s centrální osou plavidla. Letadla měla na podvozku soustavu kotviček, které se při dosednutí měly zachytit za tato lana a vést letadlo podél nich. Brzdění mělo zajistit tření mezi kotvičkami a lany. I Japonci ale přišli na to, že tento systém v praxi není moc efektivní a v roce 1931 jej nahradil systém využívající lana natažená kolmo k ose plavidla.
Na pravoboku se nacházely dva komíny: větší přední skloněný k hladině a druhý menší v klasickém kolmém provedení mírně přečnívající nad palubu. Loď disponovala poměrně silnou dělostřeleckou výzbrojí tvořenou šesti 200mm kanóny modelu 1914 v jednohlavňových lafetacích v kasematech na zádi a dalšími čtyřmi kanóny stejného typu ve dvou dvouhlavňových dělových věžích po stranách prostřední vzletové paluby. Argumenty některých důstojníků, že těžká dělostřelecká výzbroj je pro letadlovou loď zbytečná a jenom zabírá místo dalším letounům a že nejlepší obranou letadlové lodi jsou zase jenom její vlastní letouny, byly v té době považovány téměř za kacířství.
Třípalubové uspořádání letových palub se ale neosvědčilo a tak byly obě přední nižší paluby během přestavby v Námořním arzenálu Sasebo (Sasebo Kaigun Košo) od 24. října 1935. do 31. srpna 1938 odstraněny a hlavní vzletová a přistávací paluba protažena na celou délku plavidla, přičemž na přídi a zádi byla podpírána nosníky. Změna se dotkla rovněž rozmístění palubních výtahů: na původním místě zůstal pouze zadní. Původní přední byl odstraněn a nahrazen dvěma jinými. Jedním uprostřed paluby a druhým na přídi. S přestavbou souviselo i navýšení přepravní kapacity palubního letectva z 61 na 91 strojů a zvětšení kapacity skladů munice a leteckých pohonných hmot pod pancéřovou palubou. Kotle na smíšené palivo byly nahrazeny kotly na mazut Byl přidán malý velitelský můstek (tzv. ostrov) na levoboku (netradiční umístění, pozdější konstrukce ho budou mít zpravidla na pravoboku). Původní dva komíny byly nahrazeny jediným větším skloněným k hladině a umístěným na pravoboku, těsně před úrovní ostrova. Zároveň zmizela obě přední 200mm dvojčata a zůstalo jich pouze šest v jednohlavňovém uspořádání v kasematech na zádi.

## Označování letounů palubní skupinyAkagi
Letouny palubní skupiny Akagi (赤城飛行機隊 Akagi hikókitai) byly v průběhu služby letadlové lodě označovány na kýlovce kódem, dle následujícího schématu: [kód Akagi]-[taktické číslo]. Identifikační kód Akagi se v průběhu služby měnil: do konce 30. let ho tvořil katakanou psaný znak pro ha ハ, na přelomu 30. a 40. let ho nahradilo latinkou psané V a na základě dílčí reorganizace Spojeného loďstva v roce 1940 se kódem Akagi stala kombinace písmena a římské číslice AI. V rámci této reorganizace přibyl jako identifikační prvek pro palubní skupinu Akagi navíc jeden široký červený pruh na trupu letounu.

## Služba

### Před II. světovou válkou

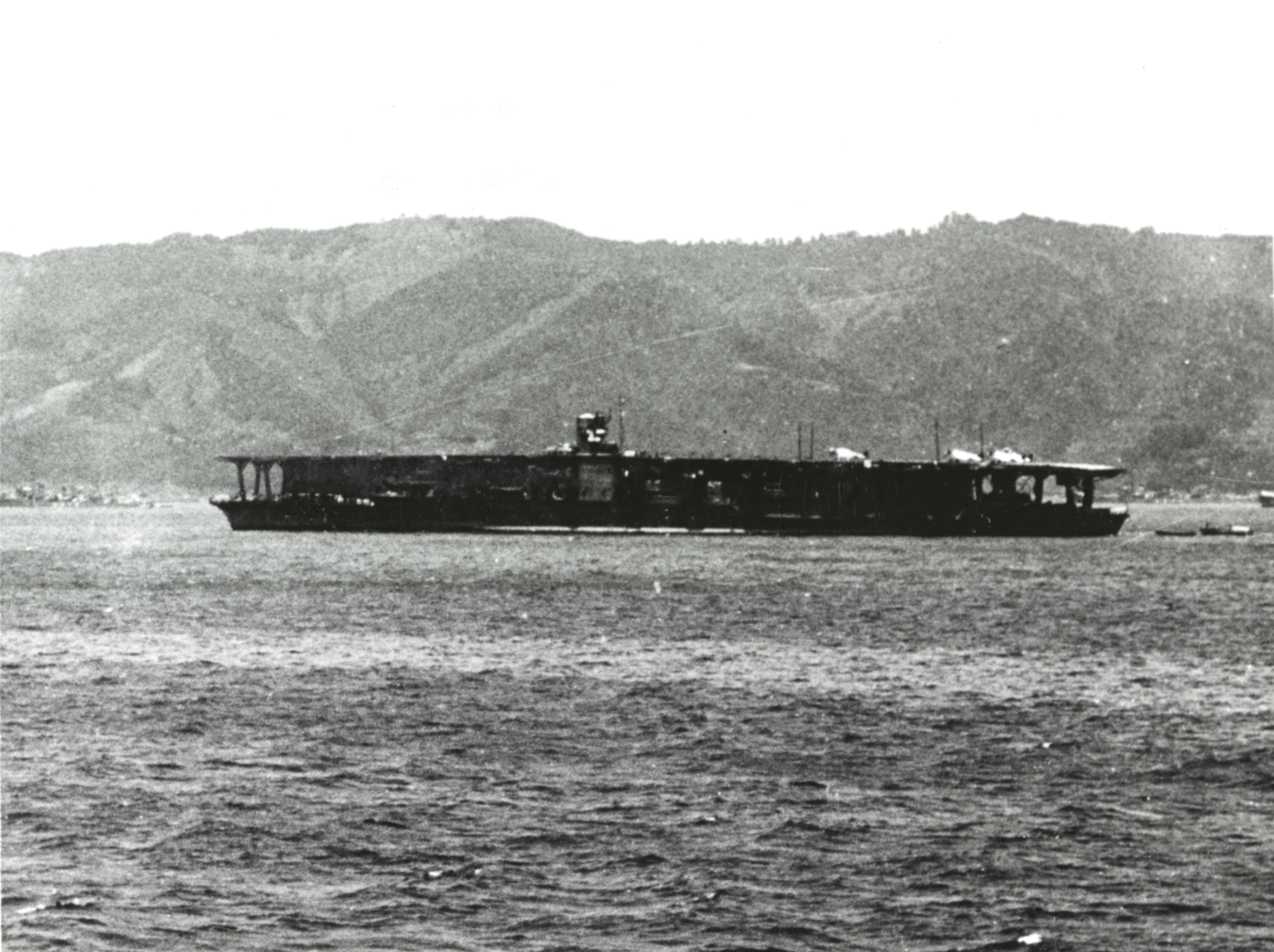
Akagi v Sakumské zátoce v dubnu 1939, těsně před nasazením u čínských břehů.

Po zařazení do služby se stala vlajkovou lodí 1. divize letadlových lodí (第一航空戦隊 Dai-iči Kókú Sentai) 1. floty (第一艦隊 Dai-iči Kantai) s domovským přístavem v Jokosuce. Podílela se na výcviku nových palubních pilotů. Od 10. prosince 1928 do 1. listopadu 1929 byl jejím velitelem kapitán Isoroku Jamamoto, pozdější admirál a vrchní velitel Spojeného loďstva. Od konce dubna 1939 do poloviny února 1940 působila u jihočínských břehů v rámci druhé čínsko-japonské války. V rámci palubní skupiny Akagi působili v té době i tito úspěšní piloti:
| Jméno           | Počet vzdušných vítězství v Číně |
| --------------- | -------------------------------- |
| Mamoto Macamura | 10                               |
| Jošió Fukui     | 6                                |
| Takahide Aioi   | 5                                |
| Micugu Mori     | 4                                |
| Osamu Kudo      | 3                                |

Jedinou ztrátou byl četař (Itto Hiko Heiso) Širo Ajukawa, který padl 9. května 1939.
Dne 10. dubna 1941 se stala vlajkovou lodí nově zformované 1. letecké floty (第一航空艦隊 Dai-iči Kókú Kantai) a byla přiřazena k 1. divizi letadlových lodí 1. letecké floty. Tak byl poprvé v historii vytvořen úderný svaz letadlových lodí (機動部隊 Kidó Butai), který soustředil námořní leteckou sílu do jednoho taktického uskupení schopného operovat daleko od mateřských základen a představujícího zlom v námořní strategii. Dne 22. listopadu vplouvá Akagi do Hittokappské zátoky na ostrově Etorofu, aby se připojila k ostatním jednotkám určeným k provedení útoku na Pearl Harbor.

### Útok na Pearl Harbor (prosinec 1941)

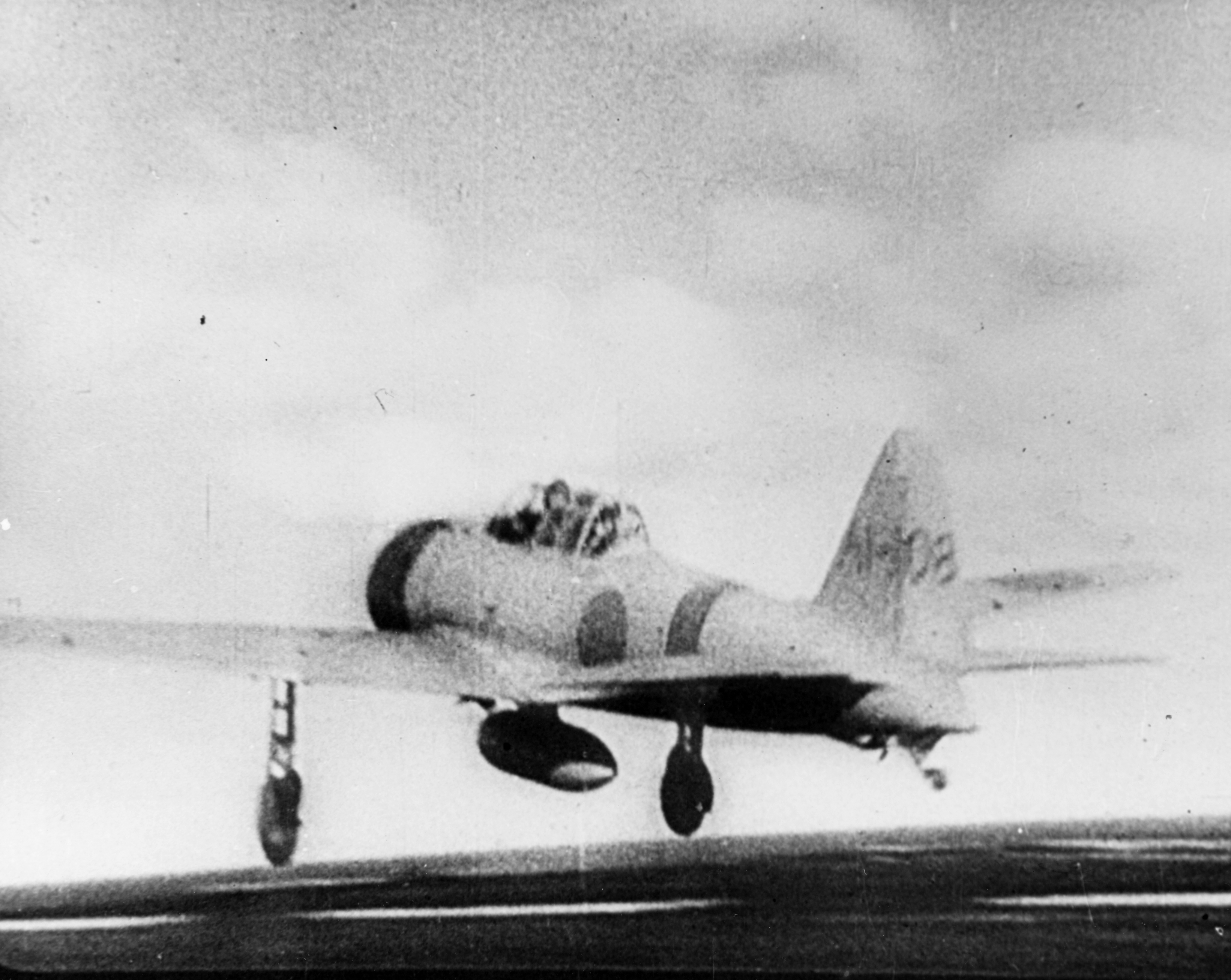
Stíhací A6M2 startuje k útoku na Pearl Harbor. Jedná se o osmý stroj palubní skupiny Akagi, jak prozrazuje široký červený pruh na trupu a kód AI-108 na směrovce.

Akagi – jakožto vlajková loď viceadmirála Čúiči Naguma – opustila Hittokappskou zátoku 26. listopadu 1941 a spolu s ostatními plavidly Kidó Butai zamířila k Havajským ostrovům. V ranních hodinách 7. prosince pak vyslala své letouny ve dvou vlnách k útoku na Pearl Harbor. V první vlně poslala do útoku 9 stíhacích Micubiši A6M2 Zero (ty zaútočily na Hickam Field), 15 bombardérů Nakadžima B5N2 Kate a dalších 12 Kate vyzbrojených torpédy. Kate zaútočily na bitevní lodě USS Maryland, USS Tennessee, USS West Virginia, USS Oklahoma a USS California. Do druhé útočné vlny přispěla Akagi celkem devíti stíhacími Zery a osmnácti střemhlavými bombardéry Aiči D3A1 Val, které napadly tanker USS Neosho, torpédoborec USS Shaw a o únik se pokoušející bitevní loď USS Nevada. Z první útočné vlny se nevrátilo jedno Zero a ve druhé vlně ztratila Akagi čtyři Val, přičemž celkem ztratila 10 příslušníků létajícího personálu. Dalších 23 strojů z Akagi bylo poškozeno.

### Podpora japonského postupu v západním a jihozápadním Pacifiku (leden–březen 1942)
Po návratu do Japonska vyplula 8. ledna 1942 z Iwakuni a jejím cílem byl atol Truk, kam dorazila 14. ledna a spolu s letadlovou lodí Kaga se připojila k invazním jednotkám směřujícím na Rabaul. Dne 20. ledna podnikly letouny z letadlových lodí Akagi a Kaga první nálet na Rabaul (Akagi přispěla 20 Kate a 9 Zero.) a Kavieng (Akagi přispěla 18 Val a 9 Zero). Cílem byly slabě chráněné lodě v přístavu a letiště. Dne 22. ledna znovu zaútočilo celkem 50 letounů (z Akagi 18 Val a 6 Zero) z obou letadlových lodí na Rabaul. Podařilo se zničit jediná dvě těžká protiletadlová děla a nálet trval celých 45 minut. Následující den podpořila Akagi vlastní vylodění třemi Val a třemi Zero. Letouny z Akagi splnily všechny úkoly beze ztrát Dne 27. ledna se Akagi vrátila na Truk.
Dne 1. února vyplula z Truku, aby zasáhla proti americkým letadlovým lodím útočícím na japonské základny na Marshallových ostrovech, ale do oblasti připlula příliš pozdě a tak se 8. února vrátila na Palau. Spolu s letadlovou lodí Kaga a 2. divizí letadlových lodí (第二航空戦隊 Dai-ni Kókú Sentai: Hirjú a Sorjú) vyplula 15. února k útoku na Port Darwin v Austrálii. Během útoku na Port Darwin bylo zničeno 18 letadel a potopeno nebo poškozeno devět lodí, včetně torpédoborce USS Peary. Akagi se na útoku podílela 18 Kate, 18 Val a 9 Zero, z nichž se všechny v pořádku vrátily na svoji mateřskou loď.
Dne 21. února se vrací do Staring Bay na Celebesu, ale již o čtyři dny později vyplula znovu, tentokrát k podpoře vylodění na Jávě. Dne 1. března se 9 Val z Akagi podílela na potopení amerického tankeru USS Pecos. Téhož dne se ještě Akagi dalšími 8 Val podílela na potopení torpédoborce USS Edsall. Dne 5. března vyslala Akagi svůj příspěvek 18 Kate a 9 Zero k útoku na Tjilatjap. Během hodinu trvajícího útoku bylo v přístavu potopeno osm lodí a poškozeno přístavní zařízení – to vše beze ztrát mezi letouny z Akagi. Do Staring Bay se Akagi vrátila 9. března.

### Nájezd do Indického oceánu (březen a duben 1942)

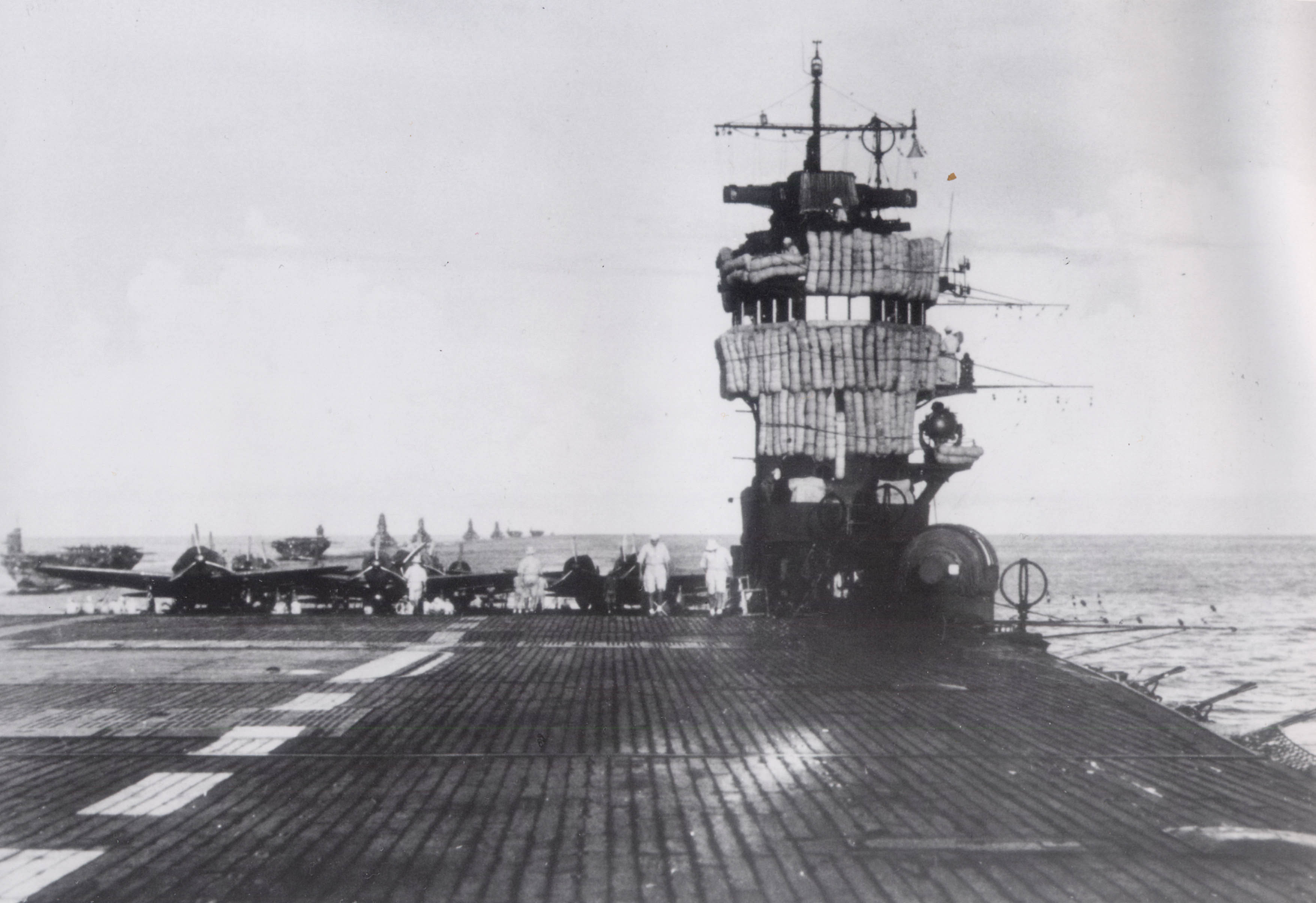
Pohled od přídě na můstek a letovou palubu Akagi během nájezdu do Indického oceánu. Můstek je obložen matracemi jako ochranou proti střepinám.

Od 26. března do 23. dubna se spolu s 2. a 5. divizí letadlových lodí (第五航空戦隊 Dai-go Kókú Sentai: Šókaku a Zuikaku) účastnila nájezdu do Indického oceánu a útoku na Cejlon. Ráno 5. dubna se svými palubními letouny (18 Kate a 9 Zero) podílela na útoku na přístav Colombo na západě Cejlonu a v odpoledních hodinách téhož dne i na potopení unikajících britských křižníků HMS Cornwall a HMS Dorsetshire (na ten se zaměřilo 17 Val z Akagi, spolu s 18 ze Sorjú) jižně od Cejlonu. Ráno 9. dubna vyslala útočnou vlnu k náletu na přístav Trincomalee na východním pobřeží Cejlonu. V obou předchozích případech se Japonci poučili z chyb u Pearl Harboru a primárním cílem již nebyly lodě v přístavech, ale přístavní zařízení a palivové nádrže. Těsně po návratu letadel útočících na Trincomalee se ve 13:25 stala Akagi cílem útoku devíti bombardérů Blenheim 11. bombardovací perutě RAF. Žádná ze svržených pum Akagi nezasáhla a naopak pět útočících Blenheimů bylo sestřeleno a zbývající poškozeny. Dopoledne téhož dne se ještě Akagi podílela 17 Val na potopení staré letadlové lodi HMS Hermes a obou dvou plavidel její eskorty: torpédoborce HMS Vampire a korvety HMS Hollyhock. Během operací v Indickém oceánu Akagi opět nepřišla o jediný letoun.

### Mezi Indickým oceánem a Midwayí (duben a květen 1942)
Dne 19. dubna se – teď už bez 5. divize letadlových lodí – pouští do neúspěšného pronásledování ustupujících amerických letadlových lodí USS Enterprise a USS Hornet, které den předtím pronikly japonskou obranou a umožnily tak šestnácti bombardérům B-25B Mitchell zaútočit na Japonsko. Do Haširadžimi se vrací 22. dubna.
Koncem dubna se letouny Akagi zúčastnily cvičení v Kagošimě, před plánovanou invazí na Midway. Letouny ostatních palubních skupin ale trénovaly na jiných místech, takže nebylo možné secvičit společné nasazení. Samotná Akagi se ale cvičení nezúčastnila, neboť prodělávala opravy a rutinní údržbu. Během této doby byla Akagi vystřídána ve funkci vlajkové lodi Kidó Butai letadlovou lodí Kaga. V polovině května se Akagi vrací do Haširadžimi a opět se stává Nagumovou vlajkovou lodí. Dne 24. května se na palubu vrátila palubní skupina Akagi.

### Bitva u Midway (květen a červen 1942)
Není-li uvedeno jinak, jsou data a časy uváděny v Midwayském časovém pásmu, tedy GMT-11

#### Vyplutí
Dne 27. května v 6:00 opustila Akagi kotviště v Haširadžimě a v čele Nagumovy Kidó Butai vyplula vstříc svému osudu v bitvě u Midway. Na palubě měla celkem 18 vlastních stíhaček Zero. Ty doplňovalo dalších šest Zero od 6. kókútai, která byla určena pro Midway po jejím dobytí a jejíž piloti většinou měli výcvik v operacích z letadlové lodě. Dále nesla Akagi 18 střemhlavých bombardérů Val a 18 torpédových bombardérů Kate.
Velitelem palubní skupiny Akagi na její poslední akci byl fregatní kapitán (中佐 čúsa) Micuo Fučida, který byl ale těsně po vyplutí hospitalizován s apendicitidou. Velitelem stíhačů byl korvetní kapitán (少佐 šósa) Šigeru Itaja, střemhlavým bombardérům velel korvetní kapitán Takehiko Čihaja a torpédovým bombardérům korvetní kapitán Šigeharu Murata.
V 19:30 a 19:40 3. června hlásil Tone zpozorování nepřátelských letadel. Proti nim odstartovali v 19:31 tři stíhači z Akagi, ale nic nenašli a v 19:54 se vrátili zpět. Kolem 2:30 ráno ve čtvrtek 4. června byl na Akagi dvakrát vyhlášen poplach kvůli údajnému zpozorování nepřátelských letadel v mracích.

#### Útok na Midway
Ve 3:32 4. června rozkázal Nagumo otočit proti západnímu větru (dosavadní kurz byl 130°). Ve 3:54 plula Akagi rychlostí 20 uzlů a ve 4:00 byl vydán rozkaz „všichni muži na bojová stanoviště“. Ve 4:30 začala startovat první vlna k útoku na letiště a zařízení na atolu Midway. Akagi se na ní podílela 18 střemhlavými bombardéry D3A1 Val poručíka (大尉 tai'i) Šóhei Jamady a devíti stíhacími A6M2 Zero poručíka Ajao Širane. Zároveň se startem útočné vlny vyslala Akagi jednu Kate praporčíka (飛行兵曹長 hikó heisóčó) Susumu Nišimori na průzkum, která se – jako průzkumný letoun č. 1 – připojila k dalším šesti strojům z lodí Kaga (1 stroj), Haruna (1), Čikuma (2) a Tone (2). Letoun z Akagi měl pátrat po nepříteli směrem na jih od hlavního svazu, takže neměl šanci objevit americkou TF 16 a 17, které se nacházely východně od Akagi. Ve 4:42 se Akagi vrátila na kurz 135°.
Pro jistotu začala být připravována druhá vlna, vyzbrojená k útoku na hladinové cíle, pro případ střetnutí s americkým loďstvem. V 5:30 ale byl japonský svaz letadlových lodí zpozorován průzkumnou PBY Catalina z Midwaye, která nahlásila jeho polohu. V 5:43 odstartovali ze všech letadlových lodí Nagumova svazu stíhači proti americké Catalině, ale ta jim v 5:53 zmizela v dešťové přeháňce.
Během samotného útoku na Midway (6:45 až 7:10) a s ním souvisejících vzdušných soubojích přišla Akagi o jedno Zero a tři další byla poškozena. Stíhači z Akagi si nárokovali sestřelení 11 Wildcatů (z toho dva pravděpodobné) a jednu těžce poškozenou B-17. Bombardéry si nárokovaly zapálení tří hangárů na Východním ostrově.
V 6:55 odstartovaly z Akagi další tři Zera na hlídku. Tři stroje předchozí hlídky přistály v 6:59.
V 7:00 přišla žádost z první vlny vracející se od Midway, že je třeba provést druhý útok na atol, neboť letiště nebylo zcela zničeno. Nagumo na palubě Akagi nyní čelil rozhodnutí, zda vyslat druhou útočnou vlnu, když nevěděl vůbec nic o případných amerických lodích.

#### Americké útoky

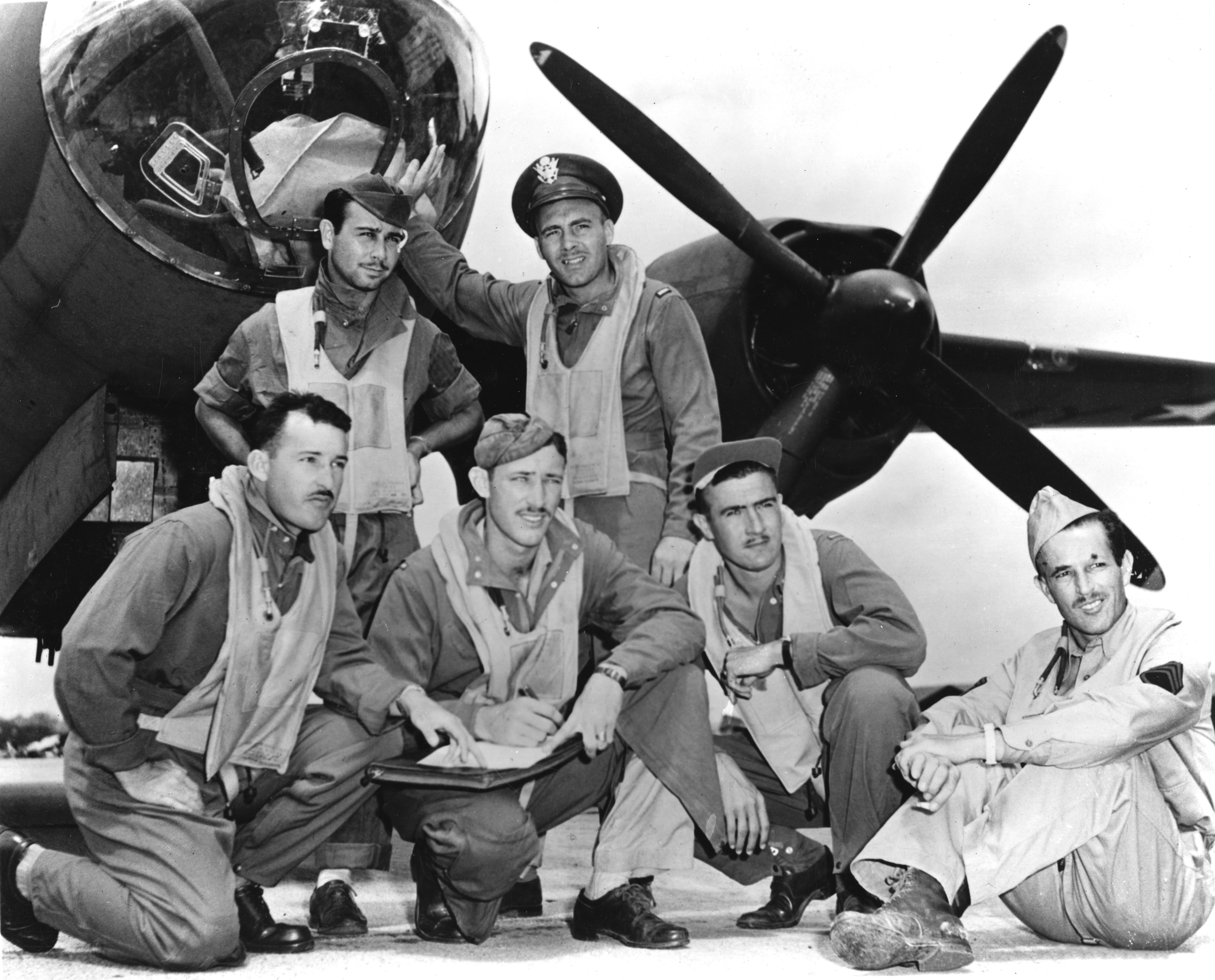
Nadporučík (1st Lt) James Muri (klečící druhý zleva) a posádka jeho bombardéru B-26A „Suzy-Q“ (s/n 40-1391), se kterým zaútočil ráno 4. června na Akagi. Dokázal uniknout stíhačům a po návratu na Midway bylo v letounu napočítáno více než 500 průstřelů. Všichni členové posádky získali za tuto akci DSC a tři navíc Purple Heart.

V 7:05 byly zpozorovány blížící se torpédové bombardéry z Midwaye. Napřed zaútočilo šest TBF-1 Avenger a po nich čtyři B-26 Marauder (identifikované chybně jako B-18). Zatímco Avengery se soustředily na Hirjú, Maraudery směřovaly na Akagi. V 7:07 zahájila protiletadlová děla na pravoboku Akagi palbu na přibližující se bombardéry. O tři minuty později odstartovala další tři Zera a v 7:11 se Akagi začala natáčet doprava – přídí k jedné ze skupin nalétávajících torpédonosných letadel. V 7:12 se Akagi podařilo vyhnout torpédu, svrženému jedním z B-26A, které pronikly stíhací ochranou a protiletadlovou palbou. Kulometná palba z útočícího bombardéru nadporučíka (1st Lt) James Muriho těžce zranila dva muže z obsluhy protiletadlového děla číslo 3 a poškodila nabíjecí mechanismus tohoto děla. Dalším dvěma torpédům (z nichž jedno explodovalo samovolně) se Akagi vyhnula prudkou zatáčkou na levobok. Zasažený B-26A s/n 42-1424 pilotovaný 1stLT Herbert C. Mayesem jen těsně minul palubní ostrov a zřítil se do moře na levoboku.
Během tohoto útoku si protiletadloví dělostřelci na Akagi nárokovali sestřelení tří bombardérů. a stíhači palubní skupiny Akagi si nárokovali dalších 15, což je samo o sobě víc (nepočítaje nároky z ostatních lodí), než celkový počet útočících strojů (6 TBF a 4 B-26). Japonci hovoří o dvou vlnách po devíti letounech: jedna kolem 7:00 a druhá útočící kolem 7:30. Vzhledem k počtu letounů startujících z Midwaye a faktu, že letouny na amerických letadlových lodích teprve startovaly, se muselo jednat o jeden a tentýž útok těch samých letadel. Ve skutečnosti se z 9 útočících letadel vrátily na Midway tři stroje: jeden TBF-1 a dva B-26A, všechny poškozené
V 7:15 vydal Nagumo rozkaz k přípravě druhé vlny k útoku na Midway. Zbrojíři na Akagi a Kaga začali přezbrojovat Kate z torpéd na 800kg protizemní pumy typu 80. Tato operace představovala pro zbrojíře sejmout torpédo ze závěsníku a umístit ho na vozík. Vozíků na Akagi bylo šest, takže současně mohla být přezbrojována třetina Kate. Zatímco torpédo bylo odvezeno k muničnímu výtahu a tam odloženo v dočasném úložišti na hangárové palubě, další skupina zbrojířů musela vyměnit trupový závěsník Kate za typ určený k nesení 800kg pumy. Z muničního skladiště byly vyvezeny 800kg pumy, a po výměně závěsníku mohly být zavěšeny pod Kate. Obsluha muničního skladiště a muničního výtahu měla plné ruce práce s expedicí pum a tak torpéda nebylo možné svézt zpátky do skladiště a zůstávala na hangárové palubě.

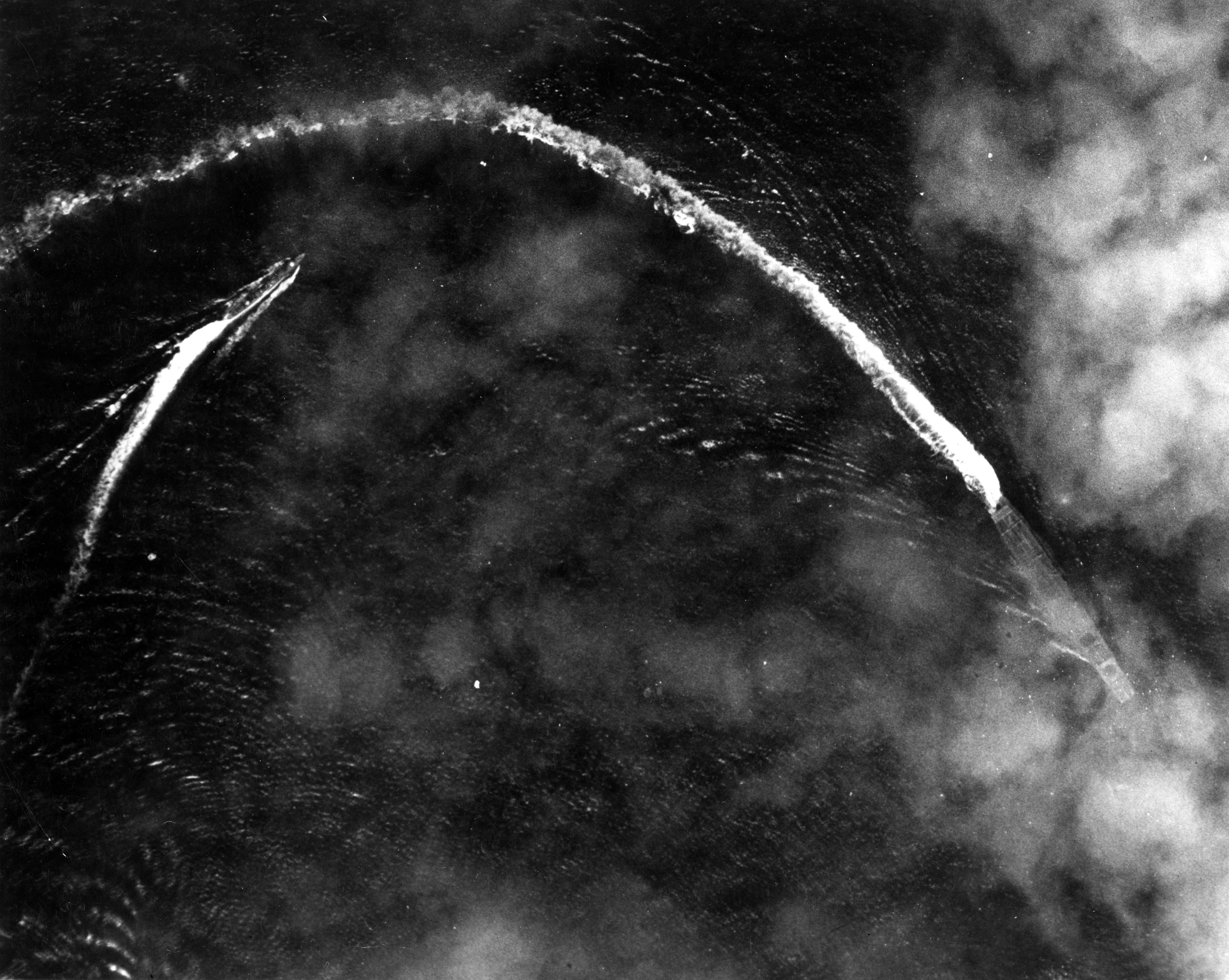
Akagi a doprovodný torpédoborec manévrují při náletu výškových bombardérů B-17E USAAF po 8. hodině 4. června 1942

Japonci zatím neměli o amerických letadlových lodích tušení. Celá situace se ale změnila, když přišlo hlášení z průzkumného letounu číslo 4 (Aiči E13A Jake) z těžkého křižníku Tone, který v 7:28 zpozoroval „deset nepřátelských hladinových plavidel…“. V 7:45 proto přišel nový rozkaz k přezbrojení, tentokrát zase zpět k útoku na hladinové cíle. Do toho přišel v 7:55 třetí nálet, tentokráte 16 SBD-2 Dauntless z Midwaye a v 8:14 čtvrtý nálet provedený patnácti B-17E. Mezitím průzkumný letoun č.4 hlásil, že jedna z lodí může být letadlová. Bylo třeba rozhodnout, zda vyslat část již přezbrojených letounů ihned, či počkat, až budou přezbrojeny všechny. Také návrat první vlny vyžadoval rozhodnutí, zda má přistát přednostně, či riskovat, že letounům dojde palivo dřív, než odstartuje druhá vlna. Přezbrojování se ale týkalo pouze letadlových lodích Akagi a Kaga, kde se k útoku připravovaly torpédové bombardéry Kate a bylo třeba manipulovat s těžkými leteckými torpédy a pumami.
Nagumovo rozhodování o nejlepším postupu přerušil pátý nálet jedenácti zastaralých střemhlavých bombardérů SB2U-3 Vindicator, které si ale tentokrát vybraly za cíl bitevní loď Haruna.
V 8:17 byly zpozorovány první vracející se stroje první vlny a Nagumo nařídil nechat napřed přistát stroje první vlny. Poslední letadlo přistálo těsně po deváté a nato v 9:17 celý svaz změnil kurz na severovýchodní, aby se přiblížil k hlášeným americkým lodím. Zároveň začaly probíhat přípravy ke startu druhé vlny, určené k útoku na nepřátelské lodi, na které se měla Akagi podílet 18 Kate a 3 Zero. Předpokládaný čas startu byl určen na 10:30. Než k tomu ale mohlo dojít, přišel před půl desátou šestý nálet patnácti TBD-1 Devastator VT-8 z USS Hornet, kterou vedl korvetní kapitán John C. Waldron. Nedocílily žádného zásahu a všechny byly sestřeleny. V 9:38 bylo zpozorováno dalších 14 Devastatorů, tentokrát od VT-6 z USS Enterprise, které se soustředily na letadlovou loď Kaga. 10 jich bylo sestřeleno, aniž dosáhly jediného zásahu. Také z 12 Devastatorů VT-3 z USS Yorktown se zpět vrátil jenom jeden.

#### Zkáza
V 10:15, po odražení posledního torpédového útoku, nařídil Nagumo znovu seskupit svaz a připravit ke startu druhou vlnu. Japonský svaz se v té době nacházel na pozici 30°5′ s. š., 178°50′ z. d.. V 10:26 se však na obloze objevily střemhlavé bombardéry SBD Dauntless z VB-6, většina z nich si vybrala za cíl Kagu, ale část vedená Richardem Bestem zaútočila na Akagi. Ta byla zasažena dvěma pumami: první zasáhla střed lodi poblíž můstku a explodovala na hangárové palubě plné letadel připravovaných k vyzvednutí na palubu, odložené munice a paliva. Ohnivé inferno zaplavilo hangár a záchranné čety byly bezmocné. Druhá puma zasáhla záď. Prolétla skrz letovou palubu (a tam ke startu připravené letouny) na zádi a explodovala pod ní. Kormidlo zůstalo zablokováno v poloze 20° na levobok a Akagi se stala neovladatelnou. Třetí puma loď jenom těsně minula a explodovala u přídě na levoboku.
Situaci na palubě po zásahu popisuje očitý svědek Micuo Fučida následovně:
| „                                                    | Když jsem se rozhlédl kolem, byl jsem zděšen tou zkázou, která nastala během několika sekund. Byla tu velká díra v letové palubě, přímo za prostředním výtahem. Výtah samotný, zkroucený jako roztavené sklo, se propadal do hangáru. Pláty letové paluby se kroutily vzhůru v groteskních konfiguracích. Ocasy letadel trčely do výšky, stravované nafialovělými plameny a černým kouřem. | “ |
| — Micuo Fučida, Midway: The Battle That Doomed Japan | |   |

Požáry se vymkly kontrole, docházelo k sekundárním explozím munice a přestaly fungovat vodní pumpy. Také pokus o zaplavení muničního skladiště se nezdařil. Posádka pravé strojovny se udusila kouřem z požárů, který nasála ventilace strojovny. Navigační důstojník Giširó Miura rozkázal v 10:42 zastavit loď uzavřením přívodů páry k turbínám. Požáry se šířily a brzo dosáhly palubní ostrov, kde se mezitím kapitán Taidžiró Aoki a náčelník štábu kontradmirál Rjúnosuke Kasuka snažili přesvědčit Naguma, že je třeba opustit loď. Nakonec se jim to podařilo, ale již nebylo jiné cesty z můstku, než se rozbitým oknem spustit po laně na palubu. V 10:46 přenesl Nagumo svoji vlajku na torpédoborec Nowaki a v 11:30 na lehký křižník Nagara. Tam zvažoval možnost, že by Nagara vzal bezmocnou a hořící Akagi do vleku, ale toto bylo zamítnuto.
Část stíhaček z leteckého krytí, které neměly po vyřazení Akagi kde přistát, přistála na Hirjú a operovala z ní až do setmění (19:00).
Záchranné čety i nadále bojovaly s plameny. Ve 13:38 byl obraz císaře přenesen na Nowaki. a ve 13:50 se loď definitivně zastavila. V 16:00 byl vydán rozkaz, aby celá posádka, kromě záchranných čet, opustila loď. Kapitán Aoki a několik důstojníků zůstalo na palubě spolu se záchrannými četami. V 17:15 ale bylo třeba uznat marnost veškerých pokusů o záchranu a loď byla opuštěna. Na palubě zůstal pouze kapitán Aoki, který se rozhodl jít ke dnu spolu s lodí. Na Aokiho žádost o potopení Akagi odeslanou z Nowaki Nagumo nereagoval, ale ve 23:25 přišel rozkaz admirála Jamamota Akagi nepotápět, ale vzít jí do vleku a pokusit se jí zachránit. Miura se vrátil na palubu, kde našel kapitána Aokiho. Po dlouhém přesvědčování ho přiměl přesunout se na Nowaki a odtamtud řídit marný pokus o záchranu bývalé vlajkové lodi. Ve 4:50 5. června 1942 musel i admirál Jamamoto uznat marnost pokusů o záchranu Akagi a rozkázal jí potopit. Torpédoborce Arašio, Hagikaze, Maikaze a Nowaki vystřelily v 5:00 každý po jednom torpédu. Dvě až tři z nich zasáhla letadlovou loď na pravoboku. V 5:20 se nad Akagi a 263 námořníky a důstojníky její posádky zavřela hladina na pozici 30°30′ s. š., 178°40′ z. d. Stala se tak první velkou lodí japonského námornictva od počátku války, která byla potopena vlastními doprovodnými plavidly. Přeživší – těch bylo přes 1070 – byli z torpédoborců přesunuti na bitevní loď Mucu. Zranění byli v Japonsku umístěni do izolace, aby se japonská veřejnost nedozvěděla o katastrofě u Midway…
Dne 25. září 1942 byla Akagi vyškrtnuta ze seznamu lodí japonského císařského námořnictva.